# كاترين غالاغير
كاترين غالاغير (بالإنجليزية: Catherine Gallagher)‏ هي صحفية أمريكية، ولدت في 16 فبراير 1945.